# 解放公园
解放公园位于汉口东北部，解放大道北段，与武汉市委毗邻，是湖北武汉市区最大的综合性城市公园。前身为英国、法国、俄罗斯、德国、日本、比利时六国洋商跑马场，俗称“西商跑马场”。
解放公园于1955年5月6日，武汉易幟（中共方面稱為「解放」）六周年之际建成开园，“解放公园”因此得名。
公园占地面积为46万平方米（其中水面7.6万平方米），仅次于马鞍山森林公园和武汉动物园，拥有植物种类410余种，绿地率高达85％。
解放公园最早的风格为西方规则式布局，由当时园林系统唯一的一位留洋设计师余树勋设计。

## 历史沿革
- 1905年：英国商人以每平方丈一两串钱的价格，在汉口东北部买下800多亩土地，建立西商赛马会。
- 1949年：5月16日，中共佔領武漢，“西商跑马场”亦歸於中共所有，中南局、部队、公安学校等5单位进驻此地。
- 1951年：中南局、中南军区、中南军政委员会等单位召开座谈会，决定将原西商跑马场的外场部分改建为公园。
- 1952年：“武汉第一苗圃”建成，并开建公园，这一工程被列入武汉第一个五年计划。
- 1955年：5月16日，武汉易幟六周年之际，解放公园建成开放。
- 1956年：15位在武汉保卫战中牺牲的苏联空军志愿队烈士的遗骸，由万国公墓迁到解放公园立碑安葬，修建苏联空军志愿队烈士墓。
- 1972年：开挖了八角回廊水系，布局逐渐由西方规则式布局，转向中式園林“师法自然”的风格。
- 2004年：10月21日起，解放公园免费向公众开放
- 2006年：3月22日，解放公园改造工程正式开工
- 2006年：9月28日，改造一新的解放公园开园迎客